# 達斡爾族文學
達斡爾族文學依創作者身分而有民間文學與作家文學之分，以當中民間口傳文學成就最高，尤以莫日根故事與長篇敘事詩烏春為代表，能夠反映達斡爾族傳統文化、日常生活與薩滿信仰。

## 民族簡介
達斡爾族主要分布於內蒙古自治區、黑龍江省至新疆維吾爾自治區，現有人口131,992人，語言屬阿爾泰語系蒙古語族，依照生活環境與經濟型態可分為四大支：嫩江上游、大小興安嶺支嶺以漁獵為生的布特哈達斡爾人、嫩江中下游沖積平原以農耕、放牧維生的齊齊哈爾達斡爾人、呼倫貝爾草原東部以牧業為生的海拉爾達斡爾人、阿爾泰山南麓丘陵地以農業為生的新疆達斡爾人。達斡爾人原居於黑龍江流域，17世紀中葉遷移到嫩江流域，橫跨農業、漁獵、草原文化區，形成達斡爾文化上的多元性，連同薩滿信仰一起反映到民間文學與作家文學上。

## 文學特色
達斡爾族民間文學特色在於和日常生活緊密相關，內容深受生活環境與經濟型態影響，不僅具有濃厚薩滿教色彩，更對常見動植物習性有詳細描寫；前者反映在達斡爾族民間文學常以動物為主角、崇拜自然神祇等層面，後者則例如對馬的年齡、毛色、步法有嚴格區分，具體案例可見莫日根故事中對每位莫日根坐騎的誇張頌讚、美化描繪。內容取材上，除了吸收其他民族口頭文學作品，改編成符合達斡爾民族性的作品，例如《相思的鴻雁》（梁山伯與祝英台）、《寶布與莎佳》（葉限）外，大多直接取材於達斡爾族社會歷史、真人真事，例如《薩吉哈爾迪汗的傳說》、《奇三和孟庫胡圖林嘎為民伸冤》、《紹郎與岱夫》等。相較之下，達斡爾族作家文學絕大多數出於原創，並且常見歌頌共產黨與中共政權的作品。

## 文學種類
達斡爾族文學分為民間文學與作家文學兩大類，民間文學包含神話、民間傳說、莫日根故事、民間故事、民歌與敘事詩、謎語與諺語等六項，作家文學則有詩歌、散文、小說等體裁。由於達斡爾族並無本族文字，遲至1744年方開始使用滿文，因此達斡爾族作家文學發展較緩，而以民間口傳文學作品相對豐富多樣。

## 民間文學

### 神話
達斡爾族神話分為創世神話與解釋性神話兩大類，大多架構簡單，沒有複雜人物形象塑造。創世神話部分，《宇宙三界怎麼樣形成的呢？》描寫祖神Hojoor Barkan被雷擊重中後身體列為三塊，分別形成神居住的上界、人與動物生活的中界與祖靈鬼魂活動的下界。那麼人從哪裡來？，根據《人類的起源》，達斡爾族人相信人是由天神捏土所造；至於達斡爾族本身的起源，《達斡爾族的來源》講述了一對獵手兄弟如何使前來幫忙照顧老母親的兩位仙女無法返回天上，從此結合繁衍出達斡爾族的故事。解釋性神話部分，其主題為解釋自然環境與氣候現象之形成，例如《天為什麼會下雨降雪？》。
總的來說，神話直接表現了達斡爾族先民對世界的認識與想像，由於達斡爾族分布地點與經濟型態，其內容大多與狩獵、畜牧有關，發生地點也多半在高山深林。除此之外，神話反映了達斡爾族的價值觀，例如譴責浪費（天為什麼會下雨降雪）、男陽剛女陰柔（太陽月亮），同時也具有濃厚萬物有靈之薩滿教色彩。

### 民間傳說
達斡爾族將神話傳說、民間傳說、民間故事統稱為Ulgir，但狹義的Ulgir專指民間傳說，依題材內容可分為人物傳說、歷史傳說、地方風物傳說、風俗傳說四大類；其特色在於將歷史事實與主觀幻想相結合，在傳說中多半會出現朝代名稱、歷史人物或真實地名。
人物傳說以《薩吉哈爾迪汗》系列故事為代表，薩吉哈爾迪汗是一名半真實半傳說的達斡爾部落統治者，從其與沙俄交戰的環節，可知薩吉哈爾迪汗約莫生活於17世紀以降、俄羅斯帝國向遠東擴張的時代；由於薩吉哈爾迪汗四處征戰，因此在各地留下活動遺跡與傳說，例如《龜甲橋》、《烏爾科（壕溝）的傳說》等。歷史傳說比人物傳說更為真實，往往以某個歷史事件或氏族起源為骨幹，如《奇三和孟庫胡圖林嘎為民伸冤》便講述真實人物奇三和孟庫胡圖林嘎，在乾隆末年揭發黑龍江將軍與齊齊哈爾副都統貪污事件的故事；另外也有敘述達斡爾族協助共產黨起義者，如《巴嘎布支援紅軍的故事》。地方風物傳說和風俗傳說都體現了達斡爾族萬物有靈的薩滿信仰，前者用以解釋各地山川古蹟、蟲魚花鳥、地方特產的來歷與命名，例如《大馬哈魚游到庫瑪爾河》利用清俄戰爭講述鮭魚洄游習性；後者則包含婚俗演變、薩滿傳統，例如《女子為什麼不回娘家了？》、《托慶嘎薩滿的傳說》。

### 莫日根故事
莫日根在達斡爾語中為獵人、神射手之意，所謂莫日根故事即以莫日根為主角的故事，依內容可分為英雄史詩、血親復仇、善惡對立等類型，常見於阿爾泰語系民族。莫日根故事共同點為人物形象鮮明，並且薩滿教色彩強烈，通常會有天生神力的主角莫日根、具有智慧與神力的坐騎、為非作歹的惡魔莽蓋（Manggai）以及美麗聰明且多半有法力的女主角；值得注意的是，莫日根稱號不一定為主角所獨有，有時單純用來稱呼獵人，甚至為負面角色所使用，例如《綽凱莫日根》中的惡人納日勒托莫日根。情節上，其故事主軸多為少年英雄莫日根騎著神馬打敗邪惡莫日根或惡魔，反映出達斡爾部落間相互掠奪財產、女人、勞動力的狀況，強烈善惡對立設計則體現達斡爾族價值觀。若以複雜度區分，莫日根故事包含從較單純之善人除惡故事，例如《德洪莫日根》，到加入血親復仇情節，例如《昂格爾莫日根》，乃至人物複雜、多次除妖之英雄史詩，例如《綽凱莫日根》。

### 民間故事
民間故事與民間傳說最大差異在於前者幻想色彩要比後者重得多，內容包括幻想故事、動物故事、生活故事、機智人物故事和笑話，常以動物為主角，例如《罕力毛和鹿姑娘》、《小燕銜來南瓜籽》，或是天賦異稟的奇人，例如《拇指孩兒》。《德布庫》系列故事是達斡爾族相當有名之機智人物故事，包含《在飯館裡》、《氣壞了蟈蟈財主》、《割柳條》、《拉柳條》等篇章。德庫布本名德勒格日僧，來自布特哈，布庫為大力士之意，由故事中常出現之「北京城」一詞，可知此系列故事約莫形成於明清兩代。總的來說，民間故事與達斡爾族日常生活密切相關，涉及穿著、勞動、價值觀、社會問題等層面；以《德布庫》系列故事為例，《在飯館裡》描述「他（德布庫）頭戴米亞特帽，身穿哈日米，腰帶上配掛著毛朝外的皮製煙荷包和一桿煙袋，腳穿著其卡米」，這是標準達斡爾男子打扮──皮帽、皮袍、皮靴；《割柳條》、《拉柳條》則體現達斡爾族的日常勞動。民間故事也反映了達斡爾族社會問題，特別是貧富差距，《在北京城外》、《氣壞了蟈蟈財主》敘述富者、地主對底層人民的剝削，而德布庫見義勇為之舉實乃達斡爾族人藉故事表達對生活的不滿。

### 民歌、敘事詩
達斡爾族傳統民歌依演唱方式可分為高亢奔放的山歌體民歌扎恩達勒（jandaal）、舞詞哈庫麥（lurgiel）、敘事詩烏春（uqun）、薩滿經（yadgen iroo）四種，常用華昌子（四胡）、木庫連（口弦琴）伴奏。歌詞多押頭韻，常使用比興法、設問法、直敘法等表現手法，並且會在唱詞之前、之後或獨立使用沒有意義的襯詞串聯，不同種類民歌有其專用襯詞，互不混用。民歌內容主要描寫達斡爾族日常生活、勞動工作、宗教信仰等，在中華人民共和國建立後，亦出現讚頌共產黨和共產黨人物的新民歌。
達斡爾傳統民歌內容豐富，主要描寫達斡爾族日常生活、勞動工作、宗教信仰等，在中華人民共和國建立後，亦出現讚頌共產黨和共產黨人物的新民歌；大抵可分為五類。第一類是以狩獵、捕魚、務農、砍柴等勞動工作為主題的勞動歌，包含《砍柴的人兒喜洋洋》、《豐收》等，足可反映達斡爾族的日常生活。第二類是婚喪喜慶所唱的儀式歌，自歌詞中可以看出儀式內容，例如從婚禮上所唱的歌曲：
```
為了兩家的親事，你們走了遙遠的路程，接著規定的時間，在吉日良辰送來禮物。我約集莫昆親友，請他們嘗嘗喜酒，請你將帶來的禮物，一個不漏的介紹吧。我們的彩禮有：連結兩家的一匹走馬，黑夜裡走起路來，兩只眼睛看得清，在石頭上跑起來，結實的蹄子噠噠響。……在圈內餵養的豬七口，在牠的嘴上，肥脂有兩指厚。鍋內蒸出的奶皮三十張，香甜的瓦特八桌，希日格樂一百二十個，滿潭子的好酒。
[
7
]
```

可以知道達斡爾族婚俗重禮，禮物內容包含良馬、肥豬、瓦特和希日格樂等糕點。第三類是薩滿經，為進行薩滿儀式時所唱，曲速慢而旋律性強，分為請神、接神、送神三部分：請神時薩滿穿法衣、持單面鼓，一邊擊鼓一邊唱，一旁站有十餘人一同幫唱，接神部分以舞蹈為主，送神環節薩滿則會閉著眼睛以神佛的語氣唱或念詞。第四類是生活歌，題材無所不包，有男女感情如《成親的話要記心上》、婦女生活苦悶如《女人好似籠中鳥》、貧窮悲苦如《皇上佬的馬具》、革命起義如《起義歌》等，也有讚揚中國共產黨的新民歌如《四色歌》、《紅色的朝陽照大地》。第五類是名為「烏春」（uqun）的敘事長詩，依作者可分為民間烏春與文人烏春兩種，與一般民歌相比篇幅較長、架構完整，題材大多反應階級矛盾、愛情悲劇、戰爭苦難；達斡爾族最著名的烏春為《紹郎與岱夫》，講述民國初年達斡爾族人受不了地主、奸商、官吏剝削，以紹郎和岱夫兩人為首起義的故事。

### 謎語、諺語
達斡爾族謎語與諺語取材自日常生活，傳達達斡爾族人的生活智慧；謎語可分為物謎與事謎，諺語則有生活勞動、社會生活等類別。

#### 謎語
物謎
山上升金碗，冰上落銀碗。──太陽，月亮
躺下是一個筐，站起來是一條板凳。──狗
老大的脾氣大，老二的胃不好，老三光溜溜。──煙袋的鍋、桿、背
事謎
峭壁上，打秧草。──剃頭。

#### 諺語
生產勞動
放排人順河水下，打獵人順野獸足跡走。
獵人離不開狗，農夫離不開牛。
社會生活　
衣襬長了會纏腳，舌頭長了會纏脖子。
與其養壞人，不如養好狗。
與其吃你的種子，不如吃你的耕牛。
即使夜幕罩大地，牛奶也是白的。

## 作家文學

### 詩歌
達斡爾族無本文族文字，直至1744年（乾隆9年）清政府在齊齊哈爾、墨爾根、黑龍江設官學教導滿文，才培養出一批使用滿文之達斡爾族文人；進入現代以前，詩歌是達斡爾族最主要之作家文學形式。依照內容詩歌大抵可以分為三類：第一，描寫達斡爾族將士負擔耕種、貢貂、作戰等沉重差役，如敖拉‧昌興作有《巡邊詩》、《思鄉詩》、《駐守邊卡》；第二，反映生產勞作的興苦，如瑪瑪格奇之《在齊齊哈爾城看戲》；第三，展現達斡爾族統人情，如敖拉‧昌興的《春節》、《飲酒即興》、《六月裡》。中華人民共和國建立之後，達斡爾族詩人首推巴圖寶音，著有《忘不了毛主席》、《勇敢的交通員》等詩作。

### 散文、小說
小說是中華人民共和國建立後達斡爾族最有成就之作家文學，散文也有相當不錯的作品出現；現代達斡爾族著名作家有巴圖寶音、孟和博彥、額爾敦扎布等，寫作題材涵蓋歌頌領袖、牧民生活等各層面。孟和博彥著有短篇小說《奶，潔白的奶》，講述現代達斡爾族牧民與上一代生活之對比，透過牧民索麗婭、特木熱的生活，一方面表現牧區生活的美好純樸，一方面傳遞對中央政策的服從與信心。額爾敦扎布《伊敏河在潺潺地流》、《霜秋》是達斡爾族長篇小說代表作，前者被譽為達斡爾族文學史上第一部長篇巨著，故事背景橫跨中共建國到文化大革命，描寫婚姻自由與傳統倫理的衝突，每位角色都代表了不同立場與價值觀，表現達斡爾族在時代變化中的掙扎。